# Ignaz Weixelbaumer
Ignaz Weixelbaumer (* 12. Oktober 1875 in Linz, Oberösterreich; † 30. Jänner 1942 ebenda) war ein österreichischer Politiker (CSP, VF).

## Leben
Ignaz Weixelbaumer erlernte nach dem Besuch der Pflichtschulen den Beruf des Spenglers. Im Jahr 1907 übernahm er den Betrieb seiner Eltern in Linz. Im selben Jahr wurde er auch zum Vorsitzenden der Genossenschaft der Linzer Spengler gewählt. In dieser Funktion war Weixelbaumer bis 1924 tätig.
Ab 1925 saß Weixelbaumer als christlichsozialer Abgeordneter im Oberösterreichischen Landtag. 1926 wurde er zudem zum Vizepräsidenten der Linzer Wirtschaftskammer gewählt.
Im Mai 1931 folgte sein Wechsel in den Bundesrat nach Wien. In der Länderkammer hatte Weixelbaumer bis Mai 1934 ein Mandat inne.
Von 1934 bis 1938 saß er als Mitglied in dem nach der Maiverfassung in Österreich existierenden Bundeswirtschaftsrat.